# Rhabdomastix (Rhabdomastix) mediovena
Rhabdomastix (Rhabdomastix) mediovena is een tweevleugelige uit de familie steltmuggen (Limoniidae). De soort komt voor in het Nearctisch gebied.